# Thời kỳ băng hà

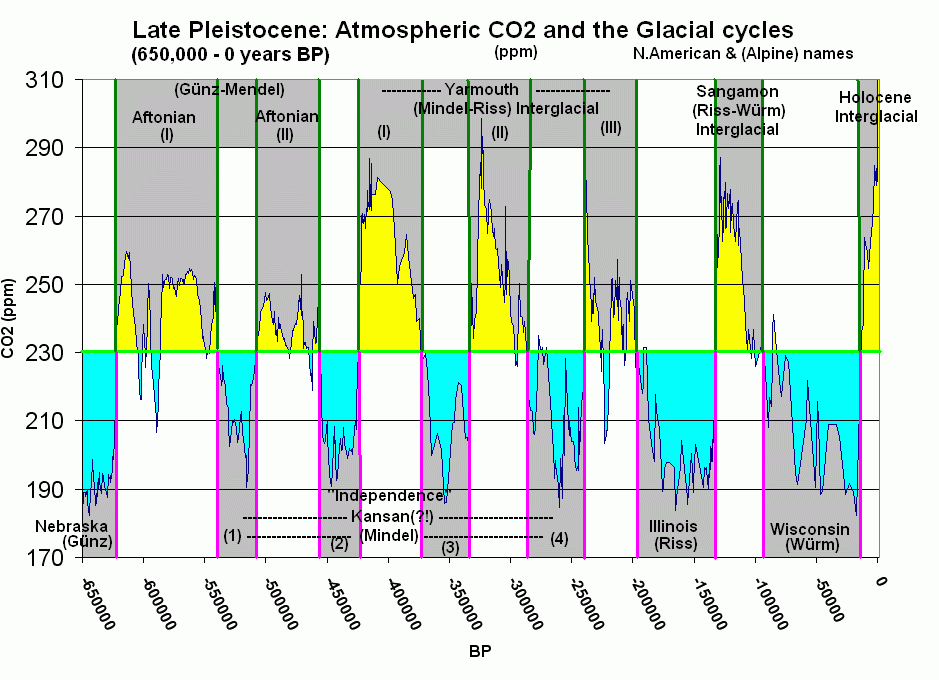
Các chu kỳ đóng băng và tan băng trong thế Pleistocen muộn trong băng hà Đệ tứ, được biểu diễn theo lượng CO_{2} trong khí quyển, được đo đạc từ các mẫu lõi băng tính từ thời điểm 650 Ka BP

Thời kỳ băng hà, thời kỳ đóng băng hay băng kỳ là những giai đoạn thuộc kỷ băng hà có nhiệt độ lạnh hơn thuận lợi cho sự phát triển băng nhiều hơn mức bình thường. Khái niệm phân kỳ này trái ngược với gian băng, tức những giai đoạn thuộc kỷ băng hà song có khí hậu ấm hơn khiến băng tan với số lượng lớn.
Kỷ băng hà hiện tại diễn ra từ thời kỳ cuối của thế Pleistocen, từ ≈110 đến 10 Ka BP (Ka BP: Kilo annum before present, ngàn năm trước đây).
Thời kỳ băng hà cuối cùng được coi là đạt cực đại vào 18 Ka BP, và kết thúc vào 10 Ka BP, nhưng theo Severinghaus et al. (1999) thì là đạt cực đại vào 20 Ka BP, và kết thúc vào 15 Ka BP. Thế Holocen mà chúng ta đang sống là một giai đoạn gian băng.

## Kỷ băng hà Đệ tứ
Trong kỷ băng hà Đệ tứ (2,58 Ma BP), có rất nhiều thời kỳ băng hà và gian băng.

## Thời kỳ băng hà cuối cùng
Thời kỳ băng hà cuối cùng được ghi nhận khác nhau ở từng địa phương, xác định theo các thành tạo trầm tích băng hà: Wisconsin (ở Bắc Mỹ), Devensian (ở Great Britain), Midlandian (ở Ireland), Würm (ở Alps), Weichsel (ở bắc Trung Âu), và Llanquihue ở Chile. Lúc băng hà đạt cực đại thì mũ băng bao phủ vùng Bắc cực rộng đến tận miền trung nước Đức, để lại trầm tích băng hà ở Leipzig. Nó được coi là đạt cực đại vào 18 Ka BP, và kết thúc vào 10 Ka BP , và là dữ liệu được tham chiếu nhiều trong văn liệu về thời tiền sử.
Tuy nhiên theo Severinghaus et al. (1999) thì băng hà đạt cực đại vào 20 Ka BP, và kết thúc vào 15 Ka BP.

## Thời kỳ băng hà kế tiếp
Vì rằng có thể dự đoán biến thiên quỹ đạo và địa cực Trái Đất, nên mô hình máy tính có thể dự đoán khả năng khí hậu trong tương lai. Có hai yếu tố được tính đến, là hiệu ứng do con người gây ra làm tăng tốc sự nóng lên toàn cầu có thể có ảnh hưởng lớn hơn trong ngắn hạn, và cơ chế chưa được hiểu rõ về ảnh hưởng của quỹ đạo tới khí hậu.
Nghiên cứu của Berger và Loutre năm 2003 cho thấy rằng thời kỳ khí hậu ấm áp hiện tại có thể kéo dài thêm 50.000 năm.